# Сивац
Сивац (мађ. Szivác) село је у општини Кула, у Западнобачком округу, у Србији. Према попису из 2022. било је 6950 становника (према попису из 2011. било је 7895 становника). До 1965. године ово насеље је било седиште општине Сивац коју су чинила насељена места: Сивац (припојен општини Кула), Кљајићево и Телечка (оба насеља су данас на територији града Сомбора).
Овде се налази Српска православна црква Светог Николе у Сивцу.

## Географија
Источни део села се простире на благим падинама лесне заравни Телечке. Западни део села је положен на равном простору лесне терасе. Са јужне стране насеља пролази некада плован и важан стари Терезијански Велики бачки канал. Кроз средиште насеља пружа се магистрални пут који повезује Сомбор и Врбас. Село Стари Сивац је између 1752-1760. године премештено са безводне пустаре Телексад, на данашње место.

## Историја
Сивац је место које чине два спојена насеља: Стари Сивац и Нови Сивац. Срби староседеоци су одувек живели у Старом Сивцу, док је у суседном Новом Сивцу било углавном колонизованих Шваба. У Другом светском рату део сивачких Немаца добровољно је служио у злогласној СС дивизији „Принц Еуген“. После Другог светског рата у Сивац је колонизовано преко четири хиљаде становника махом из Пљеваљског краја у Црној Гори.
Помиње се место у списку насеља бачког дистрикта од новембра 1692. године, место "Sziva" (Сивац). Она су ослобођења војних и других давања и својевољног рада, од пре наређених. То је иначе генерал Монастерлија обећао да ће давати граду Варадину и царској војсци. Стари Сивац спада међу најстарија коморска насеља. "Налази се у средини жупаније, између Телечке и Францовог канала". Староседеоци места су Срби, који су половином 18. века имали много свештеника. По попису православних парохија у Бачкој 1733. године село Сивац има 281 дом и чак 15 свештеника: три Рајића, четири Поповића, два Веселиновића, Костић, Мирић, Симић, два Јовановића и Влашкалић. Тако их је у месту са 132 дома, било укупно 14, и то 6 пароха, 2 ђакона и 9 свештеника без парохије. То је била тактика имућнијих породица, да дају децу за свештенике, не би ли кућу ослободили обавезе "работе". Ту су се у већем броју населили 1780. године, Срби из Пригревице и Сент Ивана, који су куће морали уступити колонизованим Швабама.
У Сивац су колонизовани у мањем броју и Словаци католици, који су временом били помађарени. Некада засебна општина, а данас само део Сивца, Нови Сивац је 1780. године насељен Швабама реформаторима или калвинистима са Рајне и Мозела. Ти колонисти су дошли "на готово", јер су их чекали: готове куће са зградама пуних марве, кућне ствари и засејане оранице. Приде, били су десет година ослобођени пореза и било каквих давања и обавезе војничке.
За време мађарске буне Стари Сивац се као српско упориште, нашло на попришту догађаја. Дана 20. јула 1849. године Мађари су у Старом Сивцу стрељали Тодора Миловановог и још једног човека. Као жртва помиње се једна беба, која је у паљевини жива изгорела.
Стари Сивац је по митрополијском попису 1865. године имао по политичком попису 3678 становника, а по црквеном - 3700 душа. Ту су биле две парохије са по једним парохом, прве и друге платежне класе.
Телеграфска линија између Сомбора и Новог Сада, преко Сивца провучена је 1863. године.

## Религија
Први помен о сивачкој православној цркви је из 1702. године. Сивачки, други по реду православни храм посвећен Св. Николи, освештао је епископ бачки Висарион 1754. године. Нови, трећи храм подигнули су Сивчани 1780. године. Њен иконостас је осликао тек 1821. године иконописац Павел Ђурковић. Сивачки свештеници 1825. године су били: Гаврил Костић, Тодор Јовановић и Стефан Ацковић.
По државном шематизму православног клира у Угарској из 1846. године, у општини "Szivacz" је било 3850 православних житеља. Православно парохијско звање је основано 1740. године, при новом храму посвећеном Летњем Св. Николи из 1873. године, а црквене матице се воде од 1744. године. Било је четири свештеника у Сивцу 1740. године. У месту је било 1846. године неколико свештеника: Димитрије Рајић, Јован Костић, Ефрем Јовановић - пароси. Поп Гаврил Костић је био без парохије, а ту је био и ђакон Никола Мандић. Постоји 1846. српска народна школа сивачка, у коју иде 93 ђака, са учитељем Лазаром Карановићем.
Сивчани су се 1861. године спремали да њихова црквена општина да гради нови, четврти по реду храм. Решили су православни скупштинари 24. децембра 1868. године да се "од малог Јароша на зидање цркве Срба до 500 ланаца прода - који ће се новац по размери свакој вери народа поделити". Њена градња - монументална, висока грађевина, у барокном стилу са три торња, је окончана 1872. године.
Крајем 1891. године у Старом Сивцу је било два пароха и 3787 православних становника, који су становали у 587 домова. По српском извору из 1905. године види се да је Стари Сивац велика политичка општина у којој живи 7200 становника, у 1669 домова. Од тога Срба има 3775 душа и 629 домова. Српска јавна здања су православна црква, и три народне школе. Црквена општина поседује 155 кј земље од које се издржава црква и школе. Постоји српско православно гробље. У месту су две парохије, а свештеници су: поп Милош Рајић парох родом из места, а капелан је др Стеван Момировић родом из Старог Стапара. Парохијска филијала је Нови Сивац са 29 православних житеља.

## Образовање
Школа у Сивцу ради већ од 1723. године. Аврам Максимовић је као ђакон постављен за учитеља у српској школи у Старом Сивцу 1790. године. Он ће када буде прешао у Сомбор тамо написати 1810. књигу: "Нови пчелар или начин како треба пчеле држати" у Будиму. Ту стручну, корисну књигу купили су Сивчани: сва три месна пароха - Гаврил Костић, Теодор Јовановић и Сава Беркић, затим Козма Стефановић учитељ, Јован Теодоровић купац и црквени тутор, те десетак грађана. Први учитељски приправник, који је завршио Сентандрејску препарандију био је 1815. године, будући сивачки учитељ Лазар Карановић "Деда". Он ће учити сивачке ђаке све до 1861. године. Учитељ Лаза је посебно цењен, па се уз његову личност везује стара сивачка узречица: "Од како је гавран поцрнио, није било тако ваљаног учитеља". У Сивцу је новембра 1857. године објављен стечај за упражњено место учитеља у првом разреду. Годишња плата му је износила 80 ф. у новцу и остале дације у натури. Општински бележник је 1857. године био Јован Томић. Половином 1860. године у Старом Сивцу је заведена српска православна црквена општина. Још 1854. године су решили Сивчани да због много деце и тескобног простора отворе нову школу, и приме другог учитеља. Учитељ је примљен, али све до 1860. године није школа нова направљена, па је стање у учионици било несносно. Чим су организовали црквену општину, одмах се кренуло са радом. План школског здања начинио је црквени тутор самоуки грађар. Затим је расписан конкурс за грађевинске радове и зграда је за три месеца била готова. Општина није оптеретила народ него је нашла новац за градњу из својих извора. Чак је и стаза између школе и православне цркве фат ширине фластерисана. Купци једне књиге били су 1867. године сивачка Српска школа и учитељ Алекса Јовановић (он и 1870)
Године 1840. изашао је као свршени учитељски приправник из Сомборске препарандије, Стефан Карановић из Сивца. Његов колега Ђорђе Сентомашки је добио 1862. године, сведочанство о оспособљености за учитеља сеоских школа. Срби у Старом Сивцу су 1860. године подигли нову велику и лепу школу са учитељским станом. А две године касније тамошњи кројач Аћим Стојанчев је наручио икону Св. Саве, и поклонио је месној школи, као њен добротвор. Школска икона је била висока 1,5 риф, и сразмерно широка, а израдио ју је познати сликар Новак Радонић. Млади Сивчанин, Сима Павловић је 1868. године објављивао своје песме у часопису "Вила".
Сивачка српска школа је 8. новембра 1891. године је "скромно али величанствено" обележила освећење школске заставе. Застава која је требало да "окупља и штити" младе, је набављена на предлог председника Школског одбора и управитеља школе Младена Јовановића. Ђаци, њих преко 350 су кренули из све три сивачке школе ка дому куме заставе. На школску заставу она је прикачила спомен-траку са натписом: "школској младежи Марија Поповић". После чина освећења у цркви, увече је приређена хуманитарна вечера, за куму, где је скупљен прилог за сиромашну школску децу. У Сивцу су тада чинили учитељски "колегијум", поред Јовановића управитеља, Душан Пејић, Харитон Ружић и учитељица Јелена Мајски. У Сивцу је 1891. године постојало Тамбурашко друштво. Школа је у Старом Сивцу било 1891. године - три, а школске деце 342.
У Старом Сивцу су 1905. године три школске зграде за редовну и празничну школу. Учитељско тело чине: Харитон Ружић родом из Бочара, Душан С. Пејић родом из Панчева, Миливој Лесковац - учитељи и Јелена Јагеровић рођ. Мајски родом из Старог Сивца. Број школске деце је за редовну наставу 468, за пофторну школу 195 и за забавиште 261 дете.
У Старом Сивцу је у августу 1938. положен камен темељац нове Грађанске школе ратарског типа.

## Друштво
Из године 1734. јавља се један интересантан случај кажњавања насилног сивачког сина. Тужио је Вуча ћурчија из Сивца, свог сина Ђорђа, зато што је дигао руку на оца и мајку, а оца и повредио ударивши га цепаницом у леђа. Будимски танач му је пресудио: јавно, на сивачкој пијаци да добије 24 штапа батина, по туру. Јован Фертунић је 1744. године био посланик Сивца на Црквено-народном сабору. У Сивцу се 1854. године десио још један грозан догађај. Месни шинтер који је имао 14 паса је завршио у затвору, јер су његови пси једну девојку од 17 година дословце раскомадали, и скоро појели усред дана. Године 1856. намеравале су угарске власти да у Сивцу подигну нову велику казниону за мушке осуђенике. Тамо су били неки спахијски магацини које је требало преуредити за затворске просторије - смештај 800 људи. Али то се није догодило.
Године 1860. Сивчани су куповали претплатом једну корисну књигу: Димитрије Рајић намесник, пароси Јован Костић и Јефрем Јовановић, Максим Рајић и Младен Јовановић капелани, Михаило Теодоровић председник општине, Александар Јовановић учитељ, Милош Бикицки општински старешина, Максим Лесковачки црквени тутор, Аћим Стојанчев кројач и још неколико грађана.
Старосивчани су 1861. године послали јавну подршку Светозару Милетићу, за рад на одбрани народних права. Исте године су дали и прилог од 5 ф. које је скупио Тома Иванић, за прославу стогодишњице рођења Саве Текелије. Помогли су Сивчани и Српско народно позориште у Новом Саду, са 17 ф. прилога. То су били: Милош Бикицки, Урош Мајски трговац, Гаврило Теодоровић, Максим Рајић капелан, Младен Јовановић, Александар Јовановић учитељ, Тома Иванић други бележник, Павле Сентомашки, Аћим Стојанчев кројач, Стефан Влашкалић чизмар. У Сивцу је марта 1861. године поново изабран за сеоског кнеза Фратричевић.
Српско читалиште у Старом Сивцу је основано 1892. године. У Сивцу је рођен 1904. године Младен Лесковац, званичник Матице српске и редовни члан САНУ, као син Миливоја месног учитеља.

## Привреда
Сивац јесте село, али његова историја мале индустрије је занимљива и импресивна. То место је одувек на доброј позицији, имало добре све саобраћајне везе, што му је давало атрактивност. Постојала су два канала за водени саобраћај, имао је добре друмове и жељезничку пругу, телекомуникације - од поште, телеграфа до телефона. Први значајан мануфактурни погон отворио је 1881. године Јохан Фолвајтер. Он је подигао две савремене цигларске пећи, у својој циглани. Другу циглану у месту покренуо је Сава Слепчев "први српски сивачки индустријалац" 1907. године. Његових двадесетак радника производили су цигле, цреп и креч. Трећу циглану отворио је Душан Теодоров, и тако редом. Први парни млин на ваљке саградио је Георг Шлат. Велики привредни значај има подизање парног млина на ваљке "Унион" 1906. године. Мада је оснивач било једно немачко кондукторско друштво, у јавности су се истицали као власници Хајп и Валтер. Уз млин је до 1914. године никао велики складишни силос. А 1925. године у село је дошао Чех, Томас Книхал који је прво постао сувласник, а затим се наметнуо као директор. Амбициозни младић је преко пута млина, у главној сивачкој улици саградио себи дом - једноспратни "Каштел" на брегу. Поред наведених у Сивцу је било још два мања млина, од којих један у оближњем Малом Стапару. Године 1928. дошао је на ред да се отвори погон кудељаре. То је реализовао 1935. године Филип Канцел, а у фабрици је радило на преради сирове конопље, педесетак радника у две смене. погон Млекаре отворен је у Сивцу 1910. године, а капацитет јој је био 1000 литара овчијег и крављег млека. Електрификација Сивца је почела 1923. године, када је успостављена електрична жичана веза преко Кљајићева, са Сомбором где је била електрична централа.
Основана је у месту 1901. године "Српска штедионица као задруга у Старом Сивцу", са уделом чланова 59.907 к. Чист добитак тог завода за 1907. годину је износио 5.365 к. Управу штедионице чинили су 1905. године: председник Милош Рајић и књиговођа Петар Апостоловић. Постојала је у Старом Сивцу "Српска штедионица" (као задруга) почетком 20. века. Књиговођа штедионице био је Каменко Јагеровић, а 1905. године, њен капитал је износио 309.415 круна, док је чиста добит те године била 10.129 к 55 фи. Радила је у Старом Сивцу 1905. године и Српска земљорадничка задруга са капиталом од 27.682 к. Задругу су водили председник Лазар Калуђерски и пословођа Душан Пејић.
Сивац је 1978. године био "највеће село Бачке", он је тај епитет стекао по броју становника, али то узорно место је некад имало примат и због других ствари.

## Сивачка Шећерана
Репарски покрет се јавио у држави 1924. године, због картела приватних и две државе шећеране (8), усмерених против интереса појединачних, малих произвођача, којих је било око 22.000. Удружени произвођачи садиоци репе, њих око 11.000 је 1925. године су имали и своје гласило "Репар". Новембра 1925. године у Старом Сивцу је одржана скупштина Удружења произвођача шећерне репе, из целе државе. Тада су усвојена правила Акционарског друштва за подизање малих фабрика шећерана, које ће бити својина самих произвођача репе. Био је то први покушај у југословенској држави, по угледу на Чехословачку. Прва фабрика је подигнута у Сивцу, јер је тамошња политичка општина поклонила земљиште за фабрику. Конкуренти за локацију погона били су села Пећинци и Српски Елемир. Био је то простор од 15 јутара, између жељезничке станице и канала - краља Петра, на раскршћу два друма. Градња је имала да се обави капиталом од 5 милиона динара, од продатих 5000 акција по појединачној цени од 1000 динара. Дана 7. новембра 1926. године освећени су темељи фабрички, коју подиже АД Произвођачка шећерана. Општински бележник у Сивцу, Брановачки који је и председник Месног удружења произвођача репе био је домаћин на свечаности. Пред гостима, међу којима и Хрибар председник Управе шећеране, прочитана је повеља (уграђена потом у темељ) у којој је писало да се фабрика подиже: "у време тешке пољопривредне кризе и експлоатације произвођача од картелисаних фабрика шећера." Присутни гост Др Људевит Прохаска секретар Главног задружног савеза у Београду је у свом говору је упозорио "на тешкоће, на које ће шећерана сигурно наићи". Банкет је био након тога приређен у Српској читаоници. Државни званичници се нису појавили, већ су послали телеграме "извињења". Фабрику је изградила словеначка фирма ""Градбена дружба" из Љубљане, а производне машине су купљене од чешке фирме "Визнер" из Хрудина. Фабрика је почела рад уз велико славље, 17. октобра 1927. године. Када је фабрика кренула да ради, њен капацитет је био 20 вагона репе дневно, а на нивоу кампање производило се 200 вагона кристалног шећера. Када се мислило да ће то предузеће просперирати, пошло је по злу јер конкуренција није мировала. После само 15 дана, у ноћи између 29/30. октобра 1927. године, дошло је до покушаја намерне паљевине фабрике у Сивцу. Шећерана је пружала могућност да ситни произвођачи своју репу продају по двоструко већој цени, од оне које су добијали од оних организованих у картелу. Картел је нудио за 100 килограма репе само три килограма неопорезованог шећера, док је ова шећерана давала шест килограма, што је било на неком европском нивоу. До тада је била подигнута фабричка зграда, а за машине су добијене на почек, са роком отплате од три године. Била је у току успешна акција докапитализације, са новом серијом меница. Желело се повећање дневне прераде на 30 вагона репе. Жандармерија је одмах по алармирању ухапсила фабричке инжењере Чехе, Карла Визнера, Фрида Фијалу, Алојза Бразду и Фрида Струна. Једна ватра је планула у генератору који је смишљено био преоптерећен, а друга у магацину готовог шећера, који је опет намерно био закључан, да би се спречило гашење пожара. Штета је била велика, пропало је доста шећерног сока и сировина и изазван је застој од најмање две недеље дана због поправки. Крајем новембра јављено је из Сивца да штета износи више од милион динара и да се не зна ко ће сносити трошак; да ли фирма Визнер или фабрика. Због застоја око 200 вагона репе је продато другим фабрикама, тако да ће произвођачи имати мање штете. Мада се мислило да ће то бити ситна препрека, пошло је наопако, јер су трошкови и штета били већи. Дана 12. септембра 1928. године отворио је Сомборски суд стечај над Произвођачком шећераном. Септембра 1929. године одржана је у Новом Саду конференција о санирању задружне шећеране у Старом Сивцу. било је предлога да се купи или да се неком изда, као на пример Савезу земљорадничких задруга. Године 1929. сивачка Шећерана је и даље била под стечајем и одлуком већине поверилаца стечајне масе, давана је иста у закуп. У месту је 1928. године пословало "Закупно друштво старо-сивачке шећеране" Батјала и другови. Једно време шећерану је држао у закупу и богаташ др Паја Ердељанов из Великог Бечкерека. Године 1934. у Београду, у Трговачком суду одржано је рочиште поверилаца по стечају Произвођачке шећеране у Старом Сивцу. Требало је да се готовином исплате дуговања радника и чиновника, хипотекарних поверилаца и Репарских задруга из Чуруга, Деспот Св. Ивана (Шајкаша), Вогња, Попинаца, Голубинаца, Пашићева и Старих Шова. Удружење произвођача репе је заступао на суду адвокат чувени Димитрије Љотић из Смедерева. Марта 1938. године одговарали су пред Другим кривичним већем Окружног суда у Београду, као оптужени: Лазар Грубић новинар и оснивач репарског покрета, Душан Шаиновић инжењер агроном и Драгиша Милетић управник Савеза земљорадничких репарских задруга у Београду. Суд их је ослободио кривице јер "дело не постоји". Дневне новине су објавиле вест, да ће Задружна фабрика шећера у Старом Сивцу, која већ дуже време не ради вероватно прећи у државне руке, на основу специјалне уредбе. Фабрика је била иначе малог капацитета, по 250 вагона шећера годишње, а подигли су је уложивши свој новац ситни произвођачи. Али рад се није наставо и њен крај је дошао 1937. године. После Другог светског рата, комунисти су се галантно решили остатака некад перспективне фабрике У знак другарске помоћи, поклонили су НР Албанији комплетну сивачку фабрику. Наши људи су демонтирали, транспортовали и поново поставили ту фабрику код града Корче 1948. године. Један фабрички радник, Сивчанин, бравар Јанош Оченаш се није жив вратио - погинуо је током рада у албанској недођији.

## Демографија
У насељу Сивац живи 7103 пунолетна становника, а просечна старост становништва износи 41,1 година (39,5 код мушкараца и 42,5 код жена). У насељу има 2899 домаћинства, а просечан број чланова по домаћинству је 2,72 (попис 2002).
Становништво у овом насељу веома је нехомогено, а у последња три пописа, примећен је пад у броју становника.
|  |

| Демографија | Демографија | Демографија |
| Година      | Становника  | Становника  |
| ----------- | ----------- | ----------- |
| 1948.       | 11.029      |             |
| 1953.       | 11.105      |             |
| 1961.       | 11.448      |             |
| 1971.       | 10.469      |             |
| 1981.       | 9.979       |             |
| 1991.       | 9.514       | 9.403       |
| 2002.       | 8.992       | 9.224       |
| 2011.       | 7.895       |             |

| Етнички састав према попису из 2002.‍ | Етнички састав према попису из 2002.‍ | Етнички састав према попису из 2002.‍ | Етнички састав према попису из 2002.‍ | Етнички састав према попису из 2002.‍ |
| ------------------------------------ | ------------------------------------ | ------------------------------------ | ------------------------------------ | ------------------------------------ |
|                                      |                                      |                                      |                                      |                                      |
| Срби                                 | Срби                                 |                                      | 5.179                                | 57,59%                               |
| Црногорци                            | Црногорци                            |                                      | 2.703                                | 30,06%                               |
| Мађари                               | Мађари                               |                                      | 425                                  | 4,72%                                |
| Хрвати                               | Хрвати                               |                                      | 162                                  | 1,80%                                |
| Југословени                          | Југословени                          |                                      | 54                                   | 0,60%                                |
| Роми                                 | Роми                                 |                                      | 49                                   | 0,54%                                |
| Македонци                            | Македонци                            |                                      | 49                                   | 0,54%                                |
| Немци                                | Немци                                |                                      | 13                                   | 0,14%                                |
| Русини                               | Русини                               |                                      | 12                                   | 0,13%                                |
| Украјинци                            | Украјинци                            |                                      | 9                                    | 0,10%                                |
| Горанци                              | Горанци                              |                                      | 8                                    | 0,08%                                |
| Буњевци                              | Буњевци                              |                                      | 7                                    | 0,07%                                |
| Словаци                              | Словаци                              |                                      | 6                                    | 0,06%                                |
| Словенци                             | Словенци                             |                                      | 4                                    | 0,04%                                |
| Муслимани                            | Муслимани                            |                                      | 4                                    | 0,04%                                |
| Румуни                               | Румуни                               |                                      | 3                                    | 0,03%                                |
| Бугари                               | Бугари                               |                                      | 1                                    | 0,01%                                |
| Бошњаци                              | Бошњаци                              |                                      | 1                                    | 0,01%                                |
| непознато                            | непознато                            |                                      | 66                                   | 0,73%                                |

| \| \| м \| \| \| ж \| \| ? \| 11 \| \| \| 18 \| \| 80+ \| 61 \| \| \| 113 \| \| 75—79 \| 96 \| \| \| 187 \| \| 70—74 \| 179 \| \| \| 281 \| \| 65—69 \| 196 \| \| \| 308 \| \| 60—64 \| 253 \| \| \| 259 \| \| 55—59 \| 214 \| \| \| 231 \| \| 50—54 \| 346 \| \| \| 338 \| \| 45—49 \| 378 \| \| \| 322 \| \| 40—44 \| 306 \| \| \| 311 \| \| 35—39 \| 282 \| \| \| 288 \| \| 30—34 \| 270 \| \| \| 256 \| \| 25—29 \| 311 \| \| \| 295 \| \| 20—24 \| 356 \| \| \| 352 \| \| 15—19 \| 361 \| \| \| 332 \| \| 10—14 \| 275 \| \| \| 295 \| \| 5—9 \| 257 \| \| \| 232 \| \| 0—4 \| 213 \| \| \| 209 \| \| Просек : \| 37,7 \| \| \| 40,7 \| |      |  |  |      |
| |      |  |  |      |
| | м    |  |  | ж    |
| ? | 11   |  |  | 18   |
| 80+ | 61   |  |  | 113  |
| 75—79 | 96   |  |  | 187  |
| 70—74 | 179  |  |  | 281  |
| 65—69 | 196  |  |  | 308  |
| 60—64 | 253  |  |  | 259  |
| 55—59 | 214  |  |  | 231  |
| 50—54 | 346  |  |  | 338  |
| 45—49 | 378  |  |  | 322  |
| 40—44 | 306  |  |  | 311  |
| 35—39 | 282  |  |  | 288  |
| 30—34 | 270  |  |  | 256  |
| 25—29 | 311  |  |  | 295  |
| 20—24 | 356  |  |  | 352  |
| 15—19 | 361  |  |  | 332  |
| 10—14 | 275  |  |  | 295  |
| 5—9 | 257  |  |  | 232  |
| 0—4 | 213  |  |  | 209  |
| Просек : | 37,7 |  |  | 40,7 |

| Година пописа     | 1948. | 1953. | 1961. | 1971. | 1981. | 1991. | 2002. |
| ----------------- | ----- | ----- | ----- | ----- | ----- | ----- | ----- |
| Број домаћинстава | 2.603 | 2.803 | 3.222 | 3.228 | 3.263 | 3.138 | 2.899 |

| Број чланова      | 1   | 2   | 3   | 4   | 5   | 6   | 7  | 8  | 9 | 10 и више | Просек |
| ----------------- | --- | --- | --- | --- | --- | --- | -- | -- | - | --------- | ------ |
| Број домаћинстава | 606 | 606 | 471 | 641 | 344 | 163 | 51 | 13 | 3 | 1         | 3,10   |

| Пол    | Укупно | Неожењен/Неудата | Ожењен/Удата | Удовац/Удовица | Разведен/Разведена | Непознато |
| ------ | ------ | ---------------- | ------------ | -------------- | ------------------ | --------- |
| Мушки  | 3.620  | 1.293            | 2.030        | 184            | 112                | 1         |
| Женски | 3.891  | 944              | 2.043        | 739            | 156                | 9         |
| УКУПНО | 7.511  | 2.237            | 4.073        | 923            | 268                | 10        |

| Пол    | Укупно                    | Пољопривреда, лов и шумарство | Рибарство                            | Вађење руде и камена | Прерађивачка индустрија       |
| ------ | ------------------------- | ----------------------------- | ------------------------------------ | -------------------- | ----------------------------- |
| Мушки  | 1.393                     | 398                           | 3                                    | 0                    | 432                           |
| Женски | 872                       | 223                           | 0                                    | 2                    | 226                           |
| Укупно | 2.265                     | 621                           | 3                                    | 2                    | 658                           |
|        |                           |                               |                                      |                      |                               |
| Пол    | Производња и снабдевање   | Грађевинарство                | Трговина                             | Хотели и ресторани   | Саобраћај, складиштење и везе |
| Мушки  | 30                        | 66                            | 116                                  | 31                   | 116                           |
| Женски | 5                         | 6                             | 139                                  | 26                   | 20                            |
| Укупно | 35                        | 72                            | 255                                  | 57                   | 136                           |
|        |                           |                               |                                      |                      |                               |
| Пол    | Финансијско посредовање   | Некретнине                    | Државна управа и одбрана             | Образовање           | Здравствени и социјални рад   |
| Мушки  | 8                         | 16                            | 54                                   | 36                   | 26                            |
| Женски | 9                         | 11                            | 21                                   | 63                   | 83                            |
| Укупно | 17                        | 27                            | 75                                   | 99                   | 109                           |
|        |                           |                               |                                      |                      |                               |
| Пол    | Остале услужне активности | Приватна домаћинства          | Екстериторијалне организације и тела | Непознато            | Непознато                     |
| Мушки  | 13                        | 0                             | 0                                    | 48                   | 48                            |
| Женски | 16                        | 0                             | 0                                    | 22                   | 22                            |
| Укупно | 29                        | 0                             | 0                                    | 70                   | 70                            |

## Спорт
У Сивцу се одржавају Крајишки сусрети „Трчањем против дроге“, као и друге активности везане за борбу против наркоманије.
Овде се налази ФК Полет Сивац.

## Познате личности
- Младен Лесковац, (1904-1990), књижевник, преводилац, историчар књижевности, академик
- Аврам Максимовић, учитељ, књижевник
- Милорад Вучелић, правник, новинар, политичар
- Динко Давидов, (1930-2019), историчар уметности, академик
- Корнел Сентелеки, у ствари др Корнел Станковић лекар у Сивцу и књижевник
- Витомир Калић, рукометаш
- Драгоје Лековић, фудбалер
- Чедомир Чупић, доктор политичких наука
- Радослав Миросављев (1946-2001), преводилац
- Радоицa Цвијовић (1942-2011), дипл. економ и шахиста
- Вучина Д. Шћекић, књижевник и ликовни и књижевни критичар.

## Галерија
- Калвинистичка црква у Сивцу
- Католичка црква у Сивцу
- Изглед Телечке код Сивца

### Мапе
- Мапе, аеродроми и временска ситуација локација (Fallingrain)
- Гугл сателитска мапа (Maplandia)
- План насеља на мапи (Mapquest)